# Station Rybnik Niewiadom
Station Rybnik Niewiadom is een spoorwegstation in de Poolse plaats Rybnik.